# Fritz Usinger

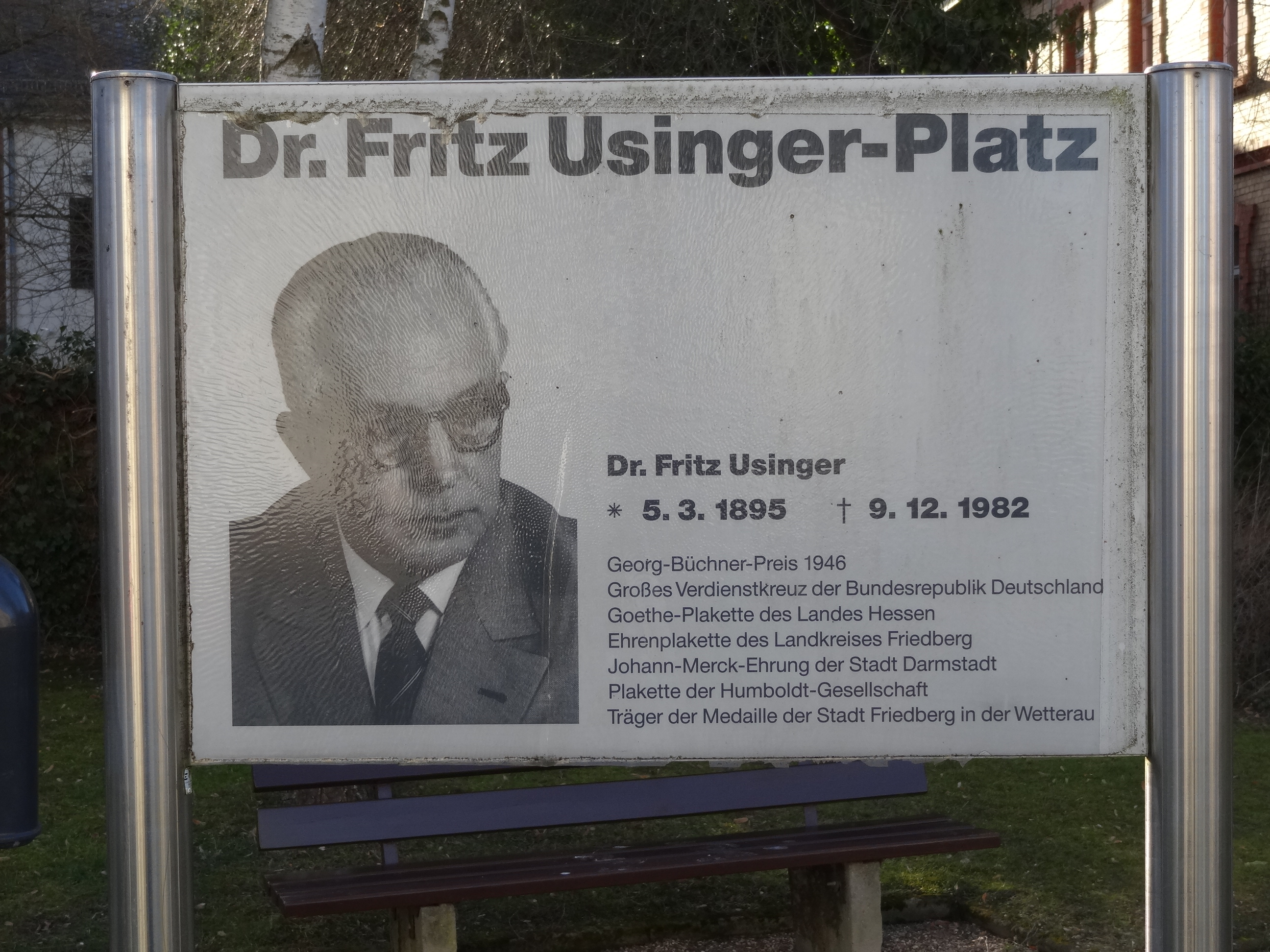
Erinnerungstafel am Fritz-Usinger-Platz in Friedberg

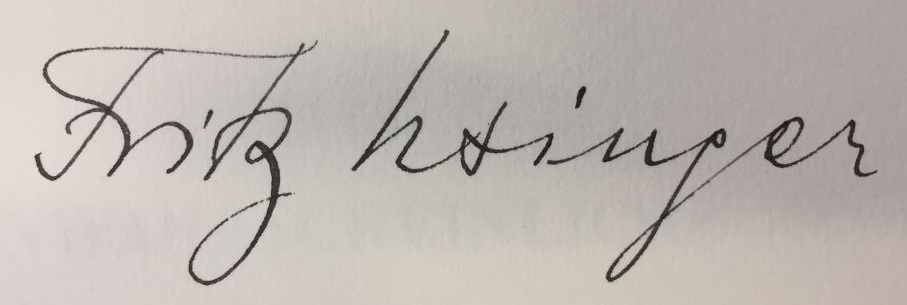
Unterschrift von Fritz Usinger

Fritz Usinger (* 5. März 1895 in Friedberg, Hessen; † 9. Dezember 1982 ebenda) war ein deutscher Schriftsteller, Lyriker, Essayist und Übersetzer.

## Leben

Fritz Usinger (Mitte) als junger Soldat mit zwei Freunden in Friedberg

Fritz Usingers gleichnamiger Vater Friedrich Usinger war Taubstummenlehrer in Friedberg. Fritz studierte nach dem Abitur Germanistik, Romanistik und Philosophie. 1913 lebte er in München und lernte dort Hans Schiebelhuth, Karl Wolfskehl, Emil Preetorius und Ernst Moritz Engert kennen. 1914 setzte er sein Studium in Heidelberg und Gießen fort. 
1915 wurde er Soldat im Ersten Weltkrieg und nahm als Infanterist am Serbienfeldzug der Mittelmächte teil. Danach war er als Redakteur in Metz tätig. Dort befreundete er sich mit Carlo Mierendorff und Theodor Haubach, die ihn einluden, bei der Zeitschrift Die Dachstube mitzuarbeiten. Im Verlag der Dachstube erschienen seine ersten Gedichtbände Der ewige Kampf (1918) und Große Elegie (1920). 1918 nahm Usinger sein Studium in Gießen wieder auf und promovierte dort 1921 mit einer begriffshistorischen Studie zur französischen Romanliteratur. Nach dem Referendariat an der Justus-Liebig-Schule in Darmstadt unterrichtete er als Studienrat über 25 Jahre lang Deutsch und Französisch an höheren Schulen in Bingen, Mainz, Offenbach am Main und Bad Nauheim. In dieser Zeit entstanden seine Gedichtbände und Essaysammlungen.
Albert Einsteins Auftritt in Bad Nauheim im Jahr 1920 und das radikal neue Weltbild der Relativitätstheorie machten einen starken Eindruck auf die vom Weltkrieg traumatisierte Gelehrten- und Künstlergeneration und inspirierten Usinger und zeitgenössische Künstler wie Paul Hindemith oder Rudolf Kassner zu neuen Gedankengängen und Utopien von friedlichen, klugen Weltbürgern. Befreundet war Usinger auch mit Wilhelm Michel, Karl Wolfskehl, Henry Benrath und Gustav Hillard. Im Dezember 1932 hielt er einen 35-minütigen Vortrag im Frankfurter Radio (SWR) über Die Form des deutschen Geistes. Er nahm auch in der Zeit des Nationalsozialismus am Kulturbetrieb teil und beteiligte sich z. B. zusammen mit Hermann Graf Keyserling und anderen Schriftstellern und Künstlern 1937 an der örtlichen Gau-Kulturwoche der NSDAP in Darmstadt. Ein im Sommer 1939 erschienener Aufsatz Usingers beschäftigt sich unter Anknüpfung an ein Thema der kunstphilosophischen Ästhetik Hans W. Fischers mit Gestalttheorie, Grenzen der Psychotechnik und Auswüchsen der Massenpsychologie. Im Zweiten Weltkrieg veröffentlichte er in der von Baldur von Schirach herausgegebenen offiziösen nationalsozialistischen Jugendzeitschrift Wille und Macht 1943 das Gedicht „Die Heroen“. Nach dem Konzept der Herausgeber sollte der kämpfenden männlichen Jugend nach Ausrufung des „totalen Krieges“ in der Sportpalastrede von Joseph Goebbels mittels Heldendichtung klassischen Stils ein Deutungsmuster für ihre Erlebnisse nahegebracht werden.
In der Nachkriegszeit setzte sich Usinger sehr für seinen ehemaligen Kreis Die Dachstube ein und gab u. a. Werksammlungen seiner Freunde Hans Schiebelhuth (der 1944 in der Emigration verstorben war) und Carlo Mierendorff (der sich im Widerstand gegen den Nationalsozialismus betätigt hatte und 1943 bei einem Bombenangriff auf Leipzig umgekommen war) heraus. Er war auch mit Erich Kästner, Carl Zuckmayer und Hans Arp befreundet und erhielt 1946 als erster Schriftsteller in Nachkriegsdeutschland den Georg-Büchner-Preis. Die Laudatio hielt der Darmstädter Journalist Kurt Heyd, ein früheres KPD-Mitglied und ehemaliger Schüler Usingers. Mit der eher konservativen Jury-Entscheidung knüpfte man demonstrativ an die Vorkriegstradition des Preises bis 1933 an. Über dessen lokale Verwurzelung im Darmstädter Kulturleben hinaus war die Wahl Usingers Ausdruck eines Bedürfnisses der Zeit nach Klassizität, Ausgewogenheit und Ordnung, das sich auch auf die vom Nationalsozialismus verrohte und verunstaltete Sprache richtete.
1949 gab Usinger den Lehrerberuf auf und wurde freier Schriftsteller. Er gehörte im selben Jahr zu den Gründungsmitgliedern der Deutschen Akademie für Sprache und Dichtung in Darmstadt. Von 1953 bis 1965 war er Mitglied der Jury und bis 1966 einer der Vizepräsidenten. Außerdem war er Mitglied der Akademie der Wissenschaften und der Literatur in Mainz und korrespondierendes Mitglied der Academia Goetheana in São Paulo.
Usinger stand als junger Literat und später wiederum in den Jahrzehnten nach 1945 in engem brieflichen und persönlichen Austausch mit zeitgenössischen bildenden Künstlern, die er als Mentor betreute, in Essays und Katalogartikeln würdigte, als Redner zu Ausstellungen begleitete und deren Werke er vielfach sammelte. Auf diese Weise entstand seine Sammlung von über 200 Werken mit ihm befreundeter Künstler wie Hans Arp, Ernst Wilhelm Nay, Hermann Goepfert (dessen Deutschlehrer Usinger in Bad Nauheim gewesen war), Lucio Fontana und zahlreicher weiterer Künstlerinnen und Künstler, die heute im Wetterau-Museum in Friedberg aufbewahrt und gezeigt wird.
Zu seinem 80. Geburtstag fand 1975 eine umfangreiche Ausstellung über sein Leben und Werk in der Hessischen Landes- und Hochschulbibliothek Darmstadt (heute: Universitäts- und Landesbibliothek Darmstadt) statt. Drei Jahre zuvor hatte er der im Darmstädter Schloss ansässigen Bibliothek bedeutendes Material (Briefe, Manuskripte, seltene Buchausgaben) aus seinem Besitz mit Bezug zur Gruppe Die Dachstube überlassen, darunter seine teils umfangreichen Briefkorrespondenzen mit Darmstädter Autoren. Sein Nachlass wird im Literaturarchiv Marbach am Neckar verwahrt.
In seiner Wohnung in der Friedberger Burg lebte Usinger bis zu seinem Tod im Alter von 87 Jahren inmitten seiner Sammlung moderner Kunst, die einen bewussten Kontrast zu seinem alten Mobiliar aus hochwertigen Antiquitäten herstellte.

## Wirken
Fritz Usinger veröffentlichte mehr als zehn Gedichtbände, darunter seine bekannteste Nachkriegsanthologie Der Stern Vergeblichkeit (1962), und vierzehn Bände mit Essays. Außerdem übersetzte er Gedichte aus dem Französischen und Englischen. Seine Lyrik steht in der klassischen Tradition von Hölderlin, Rilke und George und umfasst Hymnen, Elegien, Sonette und Oden, die thematisch besonders um das Verhältnis des Einzelnen zur Welt und die Beziehung Gottes zu den Dingen kreisen. Seine Ausdrucksformen reichen von kurzen Sprüchen in wenigen Strophen und schlichten Reimen über streng komponierte Sonettfolgen, alkäische Strophen und Hexameter bis zu ausladenden symphonischen Gedichten. Thematisch nimmt die Auseinandersetzung mit der griechischen Mythologie in seinem Werk breiten Raum ein. Sein Essayband Geist und Gestalt (1939) enthält weltanschauliche und kulturkritische Aufsätze, die teilweise völkisch gefärbt sind. Als grundlegend wird seine Analyse der Dichtung von Marie Luise Kaschnitz wahrgenommen, die er in einem Essay Ende der 1950er Jahre veröffentlichte. Wolfram Knauer hat darauf hingewiesen, dass Usinger in einem 1948 entstandenen und 1953 veröffentlichten Essay die in Deutschland damals vielfach noch abgelehnte amerikanische Jazzmusik trotz seiner klassizistischen Prägung gleichberechtigt neben die Musik der klassischen Moderne stellte. Auch Essays zur modernen Kunst und Architektur machten ihn bekannt.

## Ehrungen
- 1946: Georg-Büchner-Preis
- 1960: Goethe-Plakette des Landes Hessen
- 1966: Großes Verdienstkreuz der Bundesrepublik Deutschland
- 1980: Humboldt-Plakette als Ehrengabe

## Nachleben
- Usinger ist eine wichtige, aber stets im Hintergrund bleibende Figur in Andreas Maiers Roman Der Kreis (2016).

## Werke

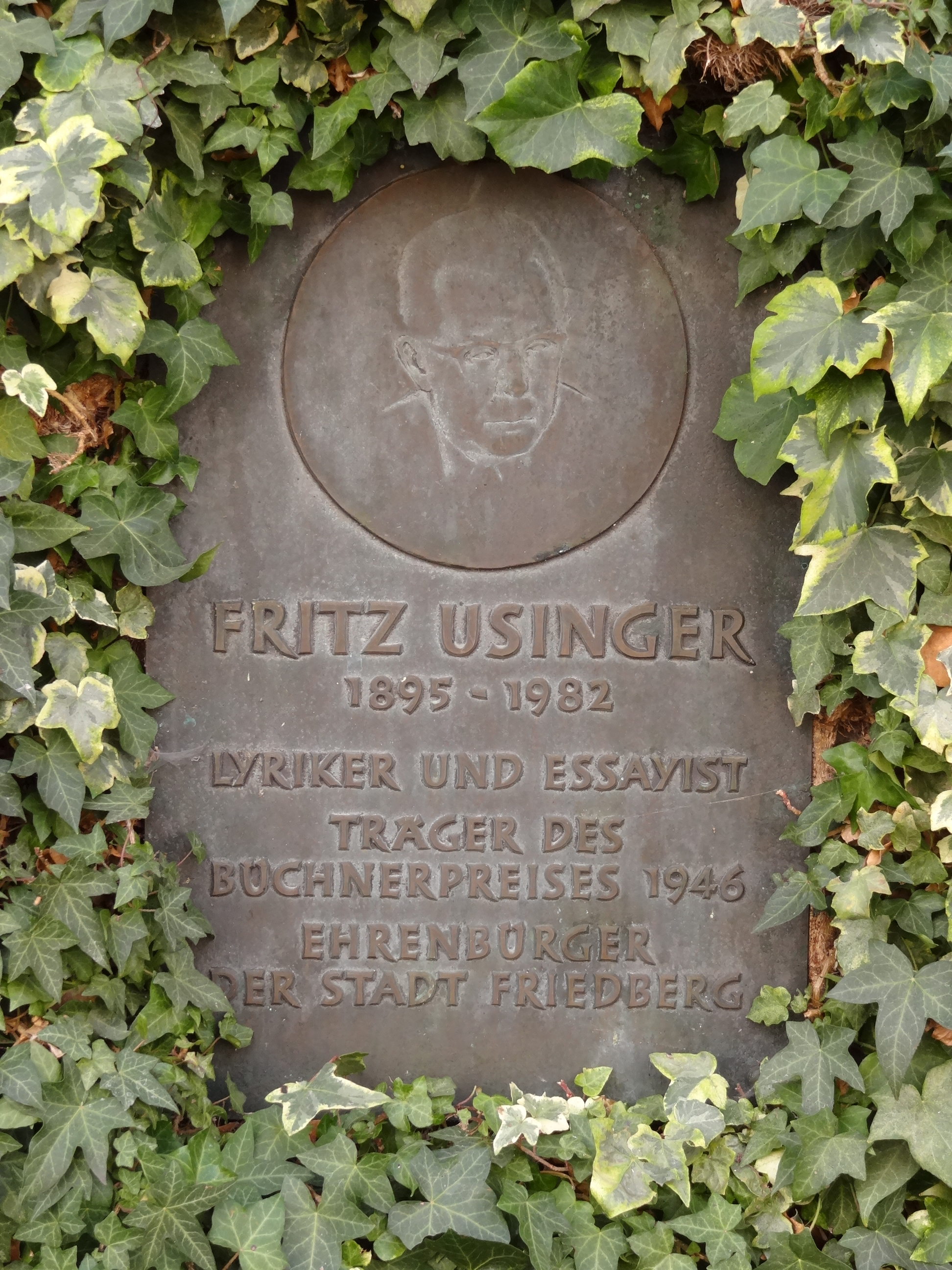
Gedenktafel, In der Burg 28, Friedberg

- Der ewige Kampf, mit 4 Original-Lithografien von Carl Gunschmann. Die Dachstube, Darmstadt 1918.
- Große Elegie. Die Dachstube, Darmstadt 1920.
- Die französischen Bezeichnungen des Modehelden im 18. und 19. Jahrhundert. Selbstverlag des Romanischen Seminars, Gießen 1921 (Dissertation).
- Irdisches Gedicht, mit 4 Original-Radierung von Carl Gunschmann. Die Dachstube, Darmstadt 1927.
- Sonette. Aufsätze zu Bildern. Selbstverlag, Friedberg 1927.
- Das Wort. Darmstädter Verlag, Darmstadt 1931 (Neuauflage 1938).
- Die Stimmen. Darmstädter Verlag, Darmstadt 1934.
- Die Geheimnisse. Darmstädter Verlag, Darmstadt 1937 (Neuauflage 1938).
- Geist und Gestalt. Essays. Darmstädter Verlag, Darmstadt 1939. Rauch, Jena 1941.
- Medusa. Aufsätze zu Bildern Rauch, Dessau 1940.
- Erfüllung und Grenze. Worte der Weisung Rauch, Dessau/Leipzig 1940. (Zitatesammlung)
- Hermes. Darmstädter Verlag, Darmstadt 1942
- Das Glück. Darmstädter Verlag, Darmstadt 1947
- Kleine Biographie des Jazz. Liselotte-Kumm-Verlag, Offenbach 1953.
- Der Stern Vergeblichkeit. Gedichte. Johannesdruck, München 1962.
- Der Sinn und das Sinnlose. Notizen zum zwanzigsten Jahrhundert. Bernhart, Darmstadt 1970.
- Der Planet. Gedichte. Bernhart, Darmstadt 1972.
- Opal und Pfauenfeder. Englische Gedichte deutsch. Calatra Press Willem Enzinck, Lahnstein 1975.
- Himmlische Heimkehr. Gedichte. Calatra Press Willem Enzinck, Lahnstein 1977.
- Meerstern. Französische Gedichte deutsch. Calatra Press Willem Enzinck, Lahnstein 1978.
- Zwei Freunde, Carl Zuckmayer und Fritz Usinger. Ein Briefwechsel (1919–1976) (= Blätter der Carl-Zuckmayer-Gesellschaft, Jg. 10, Heft 1), Mainz 1984.
- Werke, Bd. 1–6, hrsgg. von Siegfried Hagen. Waldkircher Verlagsgesellschaft, Waldkirch 1984–1988.